# Eclissi solare del 19 luglio 1917
L'eclissi solare del  19 luglio 1917  è stato un evento astronomico che ha avuto luogo il suddetto giorno attorno alle ore 02:42 UTC. Tale evento ha avuto luogo in alcune aree dell'Antartide. L'eclissi del 19 luglio 1917 divenne la terza eclissi solare nel 1917 e la 40ª nel XX secolo. La precedente eclissi solare si è verificata il 19 giugno 1917, la seguente il 14 dicembre 1917.
Solitamente vi sono due eclissi solari all'anno; nel 1917 ne sono avvenute quattro. Tre eclissi solari parziali e una eclissi solare anulare. Questa eclissi solare è la terza dell'anno ed è passato solo un mese dall'ultima eclissi solare, avvenuta il 19 giugno 1917.

## Percorso e visibilità
Questa eclissi solare parziale si è manifestata in una piccola area costiera in Antartide vicino all'Australia.

## Eclissi correlate

### Eclissi solari 1913 - 1917
Questa eclissi è un membro di una serie semestrale. Un'eclissi in una serie semestrale di eclissi solari si ripete approssimativamente ogni 177 giorni e 4 ore (un semestre) in nodi alternati dell'orbita della Luna.